# Natalândia
Natalândia är en kommun i Brasilien.   Den ligger i delstaten Minas Gerais, i den sydöstra delen av landet, 170 km sydost om huvudstaden Brasília. Antalet invånare är 3 288.
Omgivningarna runt Natalândia är huvudsakligen savann. Runt Natalândia är det mycket glesbefolkat, med 6 invånare per kvadratkilometer.